# Деревянный палтусовый крючок
Деревянный палтусовый крючок (англ. Wooden halibut hook) — это тип рыболовного крючка, который исторически использовался коренными народами северо-западного побережья Тихого океана для ловли тихоокеанского палтуса. Помимо своей утилитарной функции, деревянные крючки для палтуса имеют художественную ценность и духовное значение для представителей местных культур. Редко используемые для рыбалки в конце XX века и ценимые больше как предметы искусства, они вновь стали использоваться для любительского рыболовства в начале XXI века, обладая рядом преимуществ по сравнению с более современными образцами.

## Аляска и Британская Колумбия
На юго-востоке Аляски и вдоль побережья Британской Колумбии деревянные крючки для ловли палтуса использовались в течение тысяч лет тремя племенами: тлингитами, хайда и цимшианами. На языке тлингитов крючки называются náxw.
В этом регионе крючки состоят из двух связанных вместе кусков дерева и привязанного зубца. Традиционно один кусок изготавливался из желтого кедра, а другой из тихоокеанского тиса. Легенда гласит, что палтуса привлекает аромат кедра. Остриё или зубец традиционно изготавливался из медвежьей кости, а в последнее время стали использовать железо или сталь. Кедр, более плавучий, чем тис, позволяет крючку в воде быть в правильном положении. Традиционный материал для крепления изготавливался из корня ели, коры кедра или плетенки из водорослей.

## Вашингтон
Народ маках, проживающий в северо-западной части полуострова Олимпик, традиционно также использовал деревянные палтусовые крючки. Их крючки были сделаны из длинного цельного куска дерева, который был согнут паром в крючок с характерной формой. На языке маках этот тип крючка называется čibu • d .

## Традиционное использование и культурное значение
Тихоокеанский палтус, будучи взрослым, является очень крупной донной рыбой, которая питается около морского дна вдали от берега. Традиционные рабочие деревянные крючки для палтуса обычно имеют каменное грузило, прикрепленное для удержания крючка на оптимальном уровне над дном, чтобы поймать палтуса среднего веса. Осьминог является распространенной наживкой . 
Резной деревянный поплавок для ловли рыбы используется для подачи рыбаку сигнала о том, что палтус попался на крючок. Палтус, как правило, заглатывает, а не кусает то, что он считает пищей, и с силой пытается выплюнуть посторонние предметы. В результате деревянный крючок для палтуса надежно застревает во рту палтуса, а грузило начинает болтаться рядом . Деревянные крючки традиционного размера были оптимизированы для ловли палтуса среднего размера весом от девяти до 45 килограммов. Молодую рыбу и гораздо более крупную рыбу для размножения щадили, что шло на пользу рыболовству. По данным Института наследия Сиаласка, «Крючки также были разработаны так, чтобы переворачивать палтуса животом вверх при вытягивании, делая его более послушным и облегчая вываживание» .
На тисовой части крючка традиционно вырезалось изображение, призванное выразить уважение к палтусу и духовное утешение рыбакам, занятым очень опасной работой. Распространенными изображениями являются осьминог, ворон, сам палтус и шаман, сверхъестественное существо, которое, как полагают, обладает силой управлять погодой .

## Научное исследование
Одной из проблем с крючками для палтуса массового производства является неприемлемый уровень прилова, непреднамеренного вылова нежелательных и, возможно, находящихся под угрозой исчезновения видов рыб. Исследователи, специализирующиеся на рыболовстве коренных народов в штате Вашингтон, провели двухфазное исследование, сравнивая эффективность традиционных и современных версий крючков čibu.d народа Маках, изготовленных из дерева, пластика, стали и латуни, со стандартными современными круглыми крючками, обычно используемыми для ловли палтуса. Ведущий исследователь связан с Комиссией по рыболовству северо-западных индейцев. Первая фаза показала, что латунная копия čibu.d является наиболее перспективной для этого исследования. Вторая фаза сравнила фактическую эффективность рыболовства латунного крючка čibu.d со «стандартным круглым крючком 16/0 и парными круглыми крючками 8/0». Вывод состоял в том, что эффективность рыболовства была эквивалентной и что «улучшенная эффективность улова čibu.d на палтусе и снижение прилова по сравнению с другими популярными подходами могут быть достигнуты при использовании латунного čibu.d. Руководители любительского рыболовства палтуса должны рассмотреть возможность использования čibu.d в районах, где прилов вызывает беспокойство» .
Джонатан Малиндин из Калифорнийского университета в Санта-Барбаре и Музея естественной истории Санта-Барбары изучил 109 деревянных крючков для палтуса в Центре поддержки музеев Смитсоновского института. Некоторые из них были сделаны в 1867 году, и он также изучил 25 крючков из художественных галерей, музеев и частных коллекционеров. Он создал базу данных, выполнив 11 измерений каждого крючка. В статье Малиндина прослеживается конструкция крючка, то, как со временем менялись его размеры, и подчеркивается, как функция крючка превратилась из утилитарного инструмента в символическое представление культурного наследия . Он также обнаружил, что длина крючков со временем увеличивалась, что способствовало коллекционированию вместо функциональности.

## Возрождение
По мере того, как в XX веке коренные общины Аляски перенимали современные методы рыболовства и рыночную экономику, использование деревянных рыболовных крючков почти полностью сошло на нет. Горстка преданных своему делу традиционных рыбаков поддерживала ремесло и навыки.
В 2018 году Совет по экономическому развитию Джуно и Государственный комитет по исследованиям штата Аляска (SCoR) включили деревянный крючок для ловли палтуса в Зал славы инноваций Аляски.  Такие преданные сторонники, как Томас Джордж, Джонатан Роуэн  и Майкл Дувилл , на протяжении десятилетий продолжают изготавливать, вырезать и ловить рыбу с помощью деревянных крючков для ловли палтуса, а также выступают за реформу регулирования, чтобы разрешить их более широкое использование, и обучают молодежь тому, как их изготавливать и ловить рыбу с их помощью. В средней школе Джуно-Дуглас учитель естественных наук Генри Хопкинс обучает учеников методам вырезания деревянных крючков для ловли палтуса, и на его уроках биологии они изучают такие вещи, как поддерживаемое управление рыболовством и изменения в океанах.
Институт наследия Sealaska, образовательный филиал корпорации Sealaska Corporation, принадлежащей коренным жителям Аляски, выпустил 17 обучающих видеороликов на YouTube об изготовлении и использовании деревянных палтусовых крючков. Видеоролики представляет художник-тлинкит Хеендей Дональд Грегори. Президент SHI Розита Уорл сказала: «Наши предки были изобретательны в изготовлении крючков для ловли палтуса, которые также имели духовное измерение. Традиционные крючки для ловли палтуса были сложными и разработаны особым образом для сохранения видового разнообразия, что современные крючки не могут сделать».